# قائمة الأفلام المصرية سنة 2005
هذه قائمة بالأفلام المصرية لعام 2005 مرتبة أبجديا

## 2005
| اسم الفيلم           | إخراج              | بطولة                                                                                           | ملاحظات |
| -------------------- | ------------------ | ----------------------------------------------------------------------------------------------- | ------- |
| أبو علي              | أحمد نادر جلال     | منى زكي - كريم عبد العزيز                                                                       |         |
| أحلام عمرنا          | عثمان أبو لبن      | منى زكي - مصطفى شعبان - رامز جلال - منة شلبي - ياسر فرج - سناء يونس - طلعت زين                  |         |
| أريد خلعاً            | أحمد عواض          | أشرف عبد الباقي - حلا شيحة                                                                      |         |
| إنت عمري             | خالد يوسف          | هاني سلامة - نيللي كريم - منة شلبي - هشام سليم                                                  |         |
| الباحثات عن الحرية   | إيناس الدغيدي      | داليا البحيري - سناء موزيان - نيكول بردويل - هشام سليم                                          |         |
| الحاسة السابعة       | أحمد مكي           | أحمد الفيشاوي - رانيا الكردي - أحمد راتب                                                        |         |
| الحياة منتهى اللذة   | منال الصيفي        | حنان ترك - يوري مرقدي - منة شلبي - مجدي كامل - زينة - أشرف مصيلحي - أحمد راتب - سعاد نصر        |         |
| السفارة في العمارة   | عمرو عرفة          | عادل إمام - داليا البحيري - أحمد راتب - خالد زكي                                                |         |
| السيد أبو العربي وصل | محسن أحمد          | هاني رمزي - منة شلبي - صلاح عبد الله                                                            |         |
| بحبك وبموت فيك       | سيد العبسوي        | أحمد هارون - إدوارد - فارس - أميرة فتحي                                                         |         |
| بنات وسط البلد       | محمد خان           | هند صبري - منة شلبي - خالد أبو النجا - محمد نجاتي                                               |         |
| بوحة                 | رامي إمام          | محمد سعد - مي عز الدين - حسن حسني - لبلبة                                                       |         |
| جاي في السريع        | جمال قاسم          | ماجد الكدواني - ريهام عبد الغفور                                                                |         |
| حاحا وتفاحة          | أكرم فريد          | طلعت زكريا - ياسمين عبد العزيز - حسن حسني - ريكو                                                |         |
| حرب أطاليا           | أحمد صالح          | أحمد السقا - نيللي كريم - خالد أبو النجا - خالد صالح - مجدي كامل - رزان مغربي - سناء يونس       |         |
| حريم كريم            | علي إدريس          | مصطفى قمر - داليا البحيري - علا غانم - ريهام عبد الغفور - بسمة - ياسمين عبد العزيز - طلعت زكريا |         |
| حمادة يلعب           | سعيد حامد          | أحمد رزق - غادة عادل - محمد رجب - صلاح عبد الله - حسن حسني                                      |         |
| خالي من الكوليسترول  | محمد أبو سيف       | إلهام شاهين - أشرف عبد الباقي - خالد صالح - حسن حسني                                            |         |
| خريف آدم             | محمد كامل القليوبي | هشام عبد الحميد - سوسن بدر - حسن حسني - جيهان فاضل - سعاد نصر                                   |         |
| درس خصوصي            | سامح عبد العزيز    | محمد عطية - هنا شيحا - حسن حسني - صلاح عبد الله - هالة فاخر                                     |         |
| دم الغزال            | محمد ياسين         | نور الشريف - يسرا - منى زكي - صلاح عبد الله - عمرو واكد - محمود عبد المغني                      |         |
| زكي شان              | وائل إحسان         | أحمد حلمي - ياسمين عبد العزيز - حسن حسني                                                        |         |
| سهر البنات           | فكري عبد العزيز    | جيهان قمري - خالد محمود - عبد الله مشرف - ميمي جمال                                             |         |
| سيد العاطفي          | علي رجب            | تامر حسني - عبلة كامل - نور - زينة - طلعت زكريا                                                 |         |
| شباب سبايسي          | حاتم موسى          | منة فضالي - مجدي فكري - نور قدري                                                                |         |
| علمني الحب           | ياسر زايد          | مدحت صالح - داليا مصطفى                                                                         |         |
| علي سبايسي           | محمد النجار        | حكيم - سمية الخشاب                                                                              |         |
| عيال حبيبة           | مجدي الهواري       | غادة عادل - حمادة هلال - رامز جلال - محمد لطفي - حسن حسني                                       |         |
| غاوي حب              | أحمد البدري        | محمد فؤاد - رامز جلال - حلا شيحة - أميرة العايدي - خالد الصاوي                                  |         |
| فتح عينيك            | عثمان أبو لبن      | مصطفى شعبان - نيللي كريم - يوسف الشريف - خالد صالح                                              |         |
| فرحان ملازم آدم      | عمر عبد العزيز     | فتحي عبد الوهاب - لبلبة - ياسمين عبد العزيز - سامي العدل - حسن حسني                             |         |
| ليلة سقوط بغداد      | محمد أمين          | أحمد عيد - بسمة - حسن حسني                                                                      |         |
| معلش إحنا بنتبهدل    | شريف مندور         | أحمد ادم - أميرة العايدي - حسن مصطفى - أحمد راتب - هناء الشوربجي                                |         |
| ملاكي إسكندرية       | ساندرا نشأت        | أحمد عز - غادة عادل - نور - خالد صالح - محمد رجب                                                |         |
| واحد كابوتشينو       | سميح المنسي        | عبد الله محمود - حسن حسني - فرح - جيهان قمري - نشوى مصطفى                                       |         |
| ويجا                 | خالد يوسف          | هاني سلامة - شريف منير - منة شلبي - هند صبري - محمد الخلعي                                      |         |
| يا أنا يا خالتي      | سعيد حامد          | محمد هنيدي - حسن حسني - فادية عبد الغني - دنيا سمير غانم                                        |         |